# Mesoleptus binoculus
Mesoleptus binoculus là một loài tò vò trong họ Ichneumonidae.